# Erigeron incertus
The Hairy Daisy (Erigeron incertus) là một loài thực vật có hoa thuộc họ Asteraceae.
Nó chỉ được tìm thấy ở Falkland Islands.
Môi trường sống tự nhiên của chúng là temperate shrubland.
Nó bị đe dọa do mất môi trường sống.